# Shay Facey
Shay Facey est un footballeur anglais, né le 7 janvier 1995 à Sale (Royaume-Uni). Il évolue au poste de défenseur.

## Biographie
Shay Facey est régulièrement sélectionné en équipe d'Angleterre chez les jeunes. Il joue ainsi avec les moins de 16 ans, moins de 17 ans, moins de 19 ans et enfin moins de 20 ans.
Il est quart de finaliste de l'UEFA Youth League en 2014 avec l'équipe des moins de 19 ans de Manchester City.
Le 5 janvier 2018, il rejoint Northampton Town.